# Pallavolo Montale 2019-2020
Questa voce raccoglie le informazioni riguardanti la Pallavolo Montale nelle competizioni ufficiali della stagione 2019-2020.

## Organigramma societario
Area direttiva
- Presidente: Gianfranco Barberini

Area tecnica
- Allenatore: Ivan Tamburello
- Allenatore in seconda: Tommaso Zagni

## Rosa
| N° | Nome                | Ruolo | Data di nascita   | Nazionalità sportiva |
| -- | ------------------- | ----- | ----------------- | -------------------- |
| 1  | Laura Bandieri      | C     | 1º gennaio 1999   | Italia               |
| 1  | Giulia Pincerato    | P     | 16 marzo 1987     | Italia               |
| 2  | Gaia Giovannini     | S     | 17 dicembre 2001  | Italia               |
| 3  | Amelia Bici         | L     | 13 settembre 1998 | Italia               |
| 4  | Sophie Blasi        | S     | 16 dicembre 2002  | Italia               |
| 5  | Eleonora Tosi       | O     | 1º giugno 2001    | Italia               |
| 6  | Sara Sandoni        | P     | 7 aprile 1996     | Italia               |
| 7  | Francesca Gentili   | C     | 28 marzo 1990     | Italia               |
| 9  | Martina Brina       | S     | 14 dicembre 1996  | Italia               |
| 10 | Sofia Migliorini    | C     | 10 giugno 2001    | Italia               |
| 11 | Katarina Luketić    | O     | 28 settembre 1998 | Croazia              |
| 12 | Taismary Agüero     | S/O   | 5 marzo 1977      | Italia               |
| 13 | Giulia Rubini       | S     | 3 luglio 1990     | Italia               |
| 14 | Alice Bellini       | S     | 23 gennaio 2001   | Italia               |
| 15 | Francesca Saveriano | P     | 28 giugno 1993    | Italia               |
| 16 | Alessia Buffagni    | L     | 19 maggio 2001    | Italia               |
| 17 | Elena Fronza        | C     | 27 aprile 1992    | Italia               |

## Risultati

### Serie A2

#### Regular season

##### Girone di andata
| 1ª giornata - 6 ottobre 2019 Palazzetto dello sport, Pinerolo           | Pinerolo         | 3 - 0 | Montale              | 25-20, 25-23, 25-21               |
| 2ª giornata - 13 ottobre 2019 Palestra Magagni, Castelnuovo Rangone     | Montale          | 3 - 2 | Libertas Martignacco | 20-25, 28-26, 25-21, 22-25, 15-10 |
| 3ª giornata - 20 ottobre 2019 Palestra comunale, Talmassons             | Talmassons       | 3 - 1 | Montale              | 25-10, 20-25, 25-13, 26-24        |
| 4ª giornata - 27 ottobre 2019 Palazzetto dello sport, S. Giovanni in M. | Adolfo Consolini | 3 - 0 | Montale              | 25-21, 25-22, 25-18               |
| 5ª giornata - 31 ottobre 2019 Palestra Magagni, Castelnuovo Rangone     | Montale          | 3 - 0 | Academy Sassuolo     | 25-18, 25-21, 25-19               |
| 6ª giornata - 3 novembre 2019 Geopalace, Olbia                          | Hermaea          | 3 - 1 | Montale              | 25-20, 29-31, 25-16, 25-23        |
| 7ª giornata - 10 novembre 2019 Palestra Magagni, Castelnuovo Rangone    | Montale          | 3 - 1 | Cutrofiano           | 25-18, 21-25, 25-17, 25-14        |
| 8ª giornata - 16 novembre 2019 Centro Pavesi, Milano                    | Club Italia      | 3 - 0 | Montale              | 26-24, 25-23, 25-15               |
| 9ª giornata - 24 novembre 2019 Palestra Magagni, Castelnuovo Rangone    | Montale          | 1 - 3 | Soverato             | 17-25, 25-23, 19-25, 23-25        |

##### Girone di ritorno
| 10ª giornata - 1º dicembre 2019 Palestra Magagni, Castelnuovo Rangone | Montale              | 3 - 1 | Pinerolo         | 24-26, 25-18, 25-18, 25-18        |
| 11ª giornata - 8 dicembre 2019 Palazzetto dello sport, Martignacco    | Libertas Martignacco | 3 - 1 | Montale          | 21-25, 25-23, 26-24, 25-18        |
| 12ª giornata - 15 dicembre 2019 Palestra Magagni, Castelnuovo Rangone | Montale              | 2 - 3 | Talmassons       | 25-17, 25-21, 11-25, 20-25, 10-15 |
| 13ª giornata - 22 dicembre 2019 Palestra Magagni, Castelnuovo Rangone | Montale              | 1 - 3 | Adolfo Consolini | 23-25, 20-25, 25-22, 23-25        |
| 14ª giornata - 26 dicembre 2019 PalaPaganelli, Sassuolo               | Academy Sassuolo     | 0 - 3 | Montale          | 29-31, 22-25, 26-28               |
| 15ª giornata - 29 dicembre 2019 Palestra Magagni, Castelnuovo Rangone | Montale              | 2 - 3 | Hermaea          | 25-21, 17-25, 25-27, 25-19, 11-15 |
| 16ª giornata - 5 gennaio 2020 PalaCesari, Cutrofiano                  | Cutrofiano           | 3 - 2 | Montale          | 23-25, 25-12, 25-13, 21-25, 15-11 |
| 17ª giornata - 12 gennaio 2020 Palestra Magagni, Castelnuovo Rangone  | Montale              | 2 - 3 | Club Italia      | 17-25, 25-15, 33-31, 17-25, 10-15 |
| 18ª giornata - 19 gennaio 2020 PalaScoppa, Soverato                   | Soverato             | 3 - 1 | Montale          | 25-18, 25-17, 19-25, 25-18        |

#### Pool salvezza

##### Girone di andata
| 1ª giornata - 9 febbraio 2020 Honey Sport City, Roma                    | Roma Club      | 3 - 2 | Montale             | 16-25, 17-25, 25-23, 25-20, 15-12 |
| 2ª giornata - 16 febbraio 2020 Palestra Magagni, Castelnuovo Rangone    | Montale        | 1 - 3 | Montecchio Maggiore | 23-25, 25-21, 20-25, 23-25        |
| 3ª giornata - 23 febbraio 2020 PalaFontescodella, Macerata              | Helvia Recina  | 1 - 3 | Montale             | 20-25, 25-22, 18-25, 14-25        |
| 4ª giornata - 1º marzo 2020 Palestra Magagni, Castelnuovo Rangone       | Montale        | -     | Marsala             | annullata                         |
| 5ª giornata - 8 marzo 2020 Palazzetto Sant'Antonio, Pontecagnano Faiano | Due Principati | -     | Montale             | annullata                         |

##### Girone di ritorno
| 6ª giornata - 15 marzo 2020 Palestra Magagni, Castelnuovo Rangone   | Montale             | - | Roma Club      | annullata |
| 7ª giornata - 22 marzo 2020 PalaCollodi, Montecchio Maggiore        | Montecchio Maggiore | - | Montale        | annullata |
| 8ª giornata - 29 marzo 2020 Palestra Magagni, Castelnuovo Rangone   | Montale             | - | Helvia Recina  | annullata |
| 9ª giornata - 5 aprile 2020 PalaBellina, Marsala                    | Marsala             | - | Montale        | annullata |
| 10ª giornata - 11 aprile 2020 Palestra Magagni, Castelnuovo Rangone | Montale             | - | Due Principati | annullata |

## Statistiche

### Statistiche di squadra
| Competizione | Punti | In casa | In casa | In casa | In trasferta | In trasferta | In trasferta | Totale | Totale | Totale |
| Competizione | Punti | G       | V       | P       | G            | V            | P            | G      | V      | P      |
| ------------ | ----- | ------- | ------- | ------- | ------------ | ------------ | ------------ | ------ | ------ | ------ |
| Serie A2     | 22    | 10      | 4       | 6       | 11           | 2            | 9            | 21     | 6      | 15     |
| Totale       | -     | 10      | 4       | 6       | 11           | 2            | 9            | 21     | 6      | 15     |

G = partite giocate; V = partite vinte; P = partite perse

### Statistiche dei giocatori
| Giocatore     | Serie A2 | Serie A2 | Serie A2 | Serie A2 | Serie A2 | Totale | Totale | Totale | Totale | Totale |
| Giocatore     | P        | PT       | AV       | MV       | BV       | P      | PT     | AV     | MV     | BV     |
| ------------- | -------- | -------- | -------- | -------- | -------- | ------ | ------ | ------ | ------ | ------ |
| T. Agüero     | 18       | 173      | ?        | ?        | ?        | 18     | 173    | ?      | ?      | ?      |
| L. Bandieri   | 0        | 0        | ?        | ?        | ?        | 0      | 0      | ?      | ?      | ?      |
| A. Bellini    | 15       | 69       | ?        | ?        | ?        | 15     | 69     | ?      | ?      | ?      |
| A. Bici       | 21       | 0        | ?        | ?        | ?        | 21     | 0      | ?      | ?      | ?      |
| S. Blasi      | 18       | 18       | ?        | ?        | ?        | 18     | 18     | ?      | ?      | ?      |
| M. Brina      | 21       | 270      | ?        | ?        | ?        | 21     | 270    | ?      | ?      | ?      |
| A. Buffagni   | 5        | 0        | ?        | ?        | ?        | 5      | 0      | ?      | ?      | ?      |
| E. Fronza     | 20       | 195      | ?        | ?        | ?        | 20     | 195    | ?      | ?      | ?      |
| F. Gentili    | 21       | 186      | ?        | ?        | ?        | 21     | 186    | ?      | ?      | ?      |
| G. Giovannini | 17       | 58       | ?        | ?        | ?        | 17     | 58     | ?      | ?      | ?      |
| K. Luketić    | 16       | 265      | ?        | ?        | ?        | 16     | 265    | ?      | ?      | ?      |
| S. Migliorini | 11       | 20       | ?        | ?        | ?        | 11     | 20     | ?      | ?      | ?      |
| G. Pincerato  | 3        | 8        | ?        | ?        | ?        | 3      | 8      | ?      | ?      | ?      |
| G. Rubini     | 3        | 28       | ?        | ?        | ?        | 3      | 28     | ?      | ?      | ?      |
| S. Sandoni    | 15       | 5        | ?        | ?        | ?        | 15     | 5      | ?      | ?      | ?      |
| F. Saveriano  | 17       | 22       | ?        | ?        | ?        | 17     | 22     | ?      | ?      | ?      |
| E. Tosi       | 10       | 16       | ?        | ?        | ?        | 10     | 16     | ?      | ?      | ?      |

P = presenze; PT = punti totali; AV = attacchi vincenti; MV = muri vincenti; BV = battute vincenti